# モスクビッチ・410
410は、モスクヴィッチで製造・販売されていた自動車である。

## 概要
農業従事者向け車輌402をベースにしている。エンジンは当初35hp、のち45hpになる。ステーションワゴンモデルの「411」も製作された。総計9,095台が生産され、輸出もされた。
地上最低高は220mmあり、30cmの水深を渡ることも可能であった。